# Pierre Carita
Pierre Carita (* 13. Oktober 1676 in Metz; † 16. August 1756 in oder bei Berlin) war ein Mediziner in Berlin. 

## Leben
Der protestantische Apotheker Jean Carita (* 1649 Metz; † 16. August 1701 Berlin) ließ seinem Sohn Pierre eine gründliche Schulausbildung angedeihen, und zwar zunächst im Missionskonvent in Metz, daraufhin im Jesuitenkloster Pont-à-Mousson, nahm ihn dann aber, als Ludwig XIV. die Aufhebung des Edikts von Nantes verfügte, für einige Jahre zu sich ins Haus zurück. 1692 floh der junge Pierre Carita nach Rinteln, wo er an der dortigen Universität das Medizinstudium aufnahm und 1698 mit einer Dissertation über die Tollwut abschloss. 
Rinteln hatte eine reformierte Gemeinde mit eigener Kirche. Wegen der günstigen Berufschancen und im Hinblick auf die in Berlin etablierte französische Kolonie (→Hugenotten in Berlin), die sich durch die Ansiedlung zahlreicher Hugenotten gebildet hatte, siedelte er nach dorthin über. Schon 1701 wurde er in das von Kurfürst Friedrich Wilhelm 1685 gegründete Collegium medicum aufgenommen wurde, das für eine Verbesserung der medizinischen Versorgung in Brandenburg tätig war. Nach der Gründung weiterer Collegia in den Provinzen und Einrichtung des Ober-Collegiums im Jahre 1725 war er zeitweilig, namentlich 1740, dessen Vizepräsident. Mehr als ein halbes Jahrhundert, von 1701 bis zu seinem Tode, war er als Arzt der französischen Gemeinde tätig, die sich durch die Ansiedlung zahlreicher Hugenotten gebildet hatte. 1722 wurde er einstimmig zum Mitglied der Physikalisch-medizinischen Klasse der Königlichen Societät der Wissenschaften zu Berlin gewählt, der er bis zu seinem Tode angehörte.
Pierre Carita war verheiratet mit einer Berlinerin, die aus der Champagne stammte und deren Eltern ebenfalls vom toleranten Geist der aufstrebenden preußischen Hauptstadt angezogen worden waren. Er starb im 80. Lebensjahr auf der Rückkehr von einer Reise nach Frankfurt (Oder).

## Wirken
Seine hervorragende Bedeutung liegt in seiner für seine Zeit ungewöhnlichen Einschätzung der Medizin. Soweit es seine Pflichten ihm erlaubten, beschäftigte er sich mit exotischen und einheimischen Heilpflanzen, die er in seinem kleinen Garten züchtete und deren Wirkung er eingehend studierte. Der Aufenthalt dort und diese Beschäftigung hatten für ihn einen Zauber, dessen Faszination nicht abstumpfte, wird berichtet. Er vertraute eher der natürlichen Heilkraft und war sehr zurückhaltend in der Verordnung von Medikamenten. Im Unterschied zu anderen Medizinern seiner Zeit weigerte er sich offen, Medikamente zu verschreiben, die dem Patienten nur Kosten verursacht hätten, ohne ihm zu helfen. 
Seine Rezepte unterschieden sich, wie ein Zeitgenosse bemerkte, von dem Zauberkram, mit dem ein Mediziner zugleich die Apotheken, die Geldbörse und den Körper des Kranken vollständig aufzehrt. Diese Einschätzung, der Medizin lediglich eine die Natur unterstützende Funktion beizumessen und die dem Menschen innewohnenden Naturkräfte zur Wirkung kommen zu lassen, sowie sein intensives Studium von Heilpflanzen und deren erfahrungsgemäße Anwendung als naturgegebene Heilmittel weisen Elemente der neuzeitlichen Naturheilkunst auf und lassen Carita als einen ihrer Wegbereiter erscheinen. 
Das geschah, lange bevor diese Heilpraxis sich zu etablieren begann, und dann zunächst nicht durch studierte Mediziner, sondern durch Laienanwender wie Vincenz Prießnitz und Johann Schroth. Erst später wurde die Naturheilkunst als Wissenschaft verstanden. Caritas Haltung stützte sich auf die Wertschätzung der Medizin in der Antike (→Medizin des Altertums), deren Autoren er verehrte. Zu seiner Zeit galt seine in Wahrheit zukunftweisende Haltung schlechthin als unmodern und war sicherlich daran beteiligt, dass er von seinen Kollegen in der Akademie als Sonderling angesehen und mitunter dem Spott ausgesetzt wurde. Seine allgemeine Wertschätzung als Vorläufer der modernen Naturheilkunde steht noch aus.